# یاسیچ
یاسیچ (به لاتین: Yasich) یک منطقهٔ مسکونی در افغانستان است که در ولایت بدخشان واقع شده‌است.